# Кисасунда, Луди
Луди Кисасунда (порт. Ludy Kissassunda; 27 сентября 1932, Нзето, Португальская Ангола — 6 января 2021, Сетубал, Португалия), он же Жуан Родригеш Лопеш (порт. João Rodrigues Lopes) — ангольский генерал и политик, активный участник войны за независимость и гражданской войны, член Политбюро ЦК МПЛА, сподвижник Агостиньо Нето. Основатель и директор службы госбезопасности ДИСА в 1975—1979. Губернатор провинций Маланже и Заире в 1980—1986 и 1995—2004. Во главе ДИСА активно участвовал в подавлении Мятежа «фракционеров». Обвинялся оппозицией в массовых репрессиях и убийствах.

## Командир партизанских спецподразделений
Происхождение Луди Кисасунды в открытых источниках не отражено. Известно, что он родился в провинции Заире на северо-западе Португальской Анголы. В этноплеменном плане различные источники причисляют семью к баконго, либо, что чаще, к мбунду. По некоторым данным, члены семьи происходили из крестьян, но относились к интеллигенции и служащим.
Жуан Родригеш Лопеш был сторонником независимости Анголы. В молодости он примкнул к Союзу народов Анголы, во главе которого стоял Холден Роберто. Однако Лопеш не принимал племенных приоритетов Роберто и перешёл в марксистское движение МПЛА. В рядах МПЛА включился в войну за независимость. Принял партийный псевдоним Луди Кисасунда, ставший личным именем. Входил в руководство МПЛА и ближайшее окружение Агостиньо Нето.
В партизанских формированиях МПЛА — ЭПЛА Луди Кисасунда состоял в командовании IV военно-политического округа (провинции Луанда и Маланже). Но главной его функцией стало руководство специальными подразделениями внутренней безопасности и политического контроля. Эти отряды обеспечивали партийную власть Агостиньо Нето. В частности, этими силами было подавлено Восточное восстание Даниэла Чипенды, претендовавшего на самостоятельную политическую линию и не разделявшего просоветской ориентации Нето. Несколько партизанских командиров — сторонников Чипенды были при этом убиты.
Португальская Революция гвоздик ускорила деколонизацию Анголы. Укрепились и персональные позиции Луди Кисасунды — в сентябре 1974 он был кооптирован в Политбюро ЦК МПЛА. 8 ноября 1974 в столицу прибыла партийная «делегация 26-ти» во главе с генеральным секретарём Лусио Ларой. В состав делегации входил и Луди Кисасунда. Этот приезд способствовал быстрому занятию МПЛА доминирующих позиций в Анголе. Луди Кисасунда активно включился в формирование регулярных вооружённых сил МПЛА — ФАПЛА.

## Политбюро, госбезопасность, репрессии

### ДИСАи подавлениемятежа
11 ноября 1975 была провозглашена независимость Народной Республики Анголы (НРА) под властью МПЛА. Президентом НРА стал Агостиньо Нето. Был заявлен курс марксизма-ленинизма, «реального социализма», союза с СССР и Кубой. Война за независимость переросла в гражданскую войну правящего МПЛА с ФНЛА Холдена Роберто и УНИТА Жонаша Савимби. Луди Кисасунда основал первую спецслужбу НРА — Директорат информации и безопасности Анголы (DISA, ДИСА).
Луди Кисасунда был утверждён директором ДИСА. Имел звание полковника, затем был произведён в генералы. Ведомство госбезопасности замыкалось через Кисасунду лично на Нето и Лару. Под руководством Кисасунды был создан мощный аппарат политического сыска и репрессий. Некоторые исследователи считают ДИСА одной из самых эффективных и при этом самых жестоких африканских спецслужб. Функционеры ДИСА составляли особый привилегированный слой режима, обладали правом властного произвола и иммунитетом от преследования за уголовные преступления. В задачи ДИСА входила борьба против УНИТА и ФНЛА, подавление антиправительственного подполья, оперативный контроль положения в стране, включая правящую партию. Важным направлением являлось подавление внутрипартийной оппозиции — маоистской Коммунистической организации Анголы и сторонников Ниту Алвиша, выступавших против правления Агостиньо Нето, Лусио Лары и Энрике Каррейры.
27 мая 1977 Ниту Алвиш и его сторонники — Сита Валлиш, Жозе Ван Дунен, Жакоб Каэтану, Эдуарду Гомеш да Силва, Педру Фортунату — подняли Мятеж «фракционеров». Были взяты в заложники и погибли несколько человек из окружения президента Нето (в их числе министр финансов Сайди Мингаш). В тот же день мятежники-«нитисташ» были разгромлены силами кубинских войск. Начались массовые репрессии ДИСА. Лидеры «фракционеров» были схвачены и казнены после пыток. Приказ об убийстве Ниту Алвиша лично санкционировал Луди Кисасунда. По обвинению в причастности к «нистисташ» были арестованы и убиты десятки тысяч ангольцев. Большинство репрессированных не имели отношения к внутрипартийному конфликту в МПЛА.

### Падение из «внутреннего круга»
В аналитическом документе американской разведки от 29 декабря 1978 Луди Кисасунда причислялся к самому узкому «внутреннему кругу» ангольского руководства, ближайшему окружению президента Нето (наряду с Лусио Ларой и Лопу ду Нашсименту). Указывалось, что его власть основана на руководстве спецслужбой. Более того, наряду с Жозе Эдуарду душ Сантушем, Луди Кисасунда рассматривался как один из вероятных кандидатов на высшее руководство после ухода Нето. При этом ожидалась, что Кисасунда будет опираться на поддержку чернокожих партийных функционеров и военных — в противовес мулатскому кругу Лары (именно с такой позиции выступал Алвиш, убитый по приказу Кисасунды).
Однако реальные события развивались иначе. Положение Кисасунды сильно пошатнулось. Террор ДИСА приобрёл такие масштабы, что недовольство происходящим незадолго до своей смерти высказал сам Нето. Негодование выражали главы многих африканских государств. В июле 1979 — после возвращения Нето с саммита ОАЕ в Монровии — ДИСА был расформирован, функции переданы Министерству внутренних дел, затем Министерству государственной безопасности. Луди Кисасунда обвинён в злоупотреблении властью и выведен из Политбюро.

## Губернаторство, отставка и кончина
Два месяца спустя скончался Агостиньо Нето. Власть перешла к Жозе Эдуарду душ Сантушу. При его правлении значительно оcлабли позиции ветеранов из окружения Нето. Луди Кисасунда уже не вернулся ни в силовые структуры, ни в партийное руководство. Однако в 1980—1986 он занимал пост губернатора Маланже. Затем, с 1995 по 2004 — губернатор провинции Заире. Его административная деятельность рассматривалась как эффективная, несмотря на трудные военные условия. В начале 1990-х Кисасунда вполне принял идеологическую переориентацию МПЛА, отказ от коммунизма, введение многопартийности и рыночной экономики.
С середины 2000-х Луди Кисасунда окончательно отошёл от политики. Он официально причислялся к уважаемым ветеранам МПЛА, но редко появлялся публично, за исключением приёмов в кубинском посольстве. В 2010 был удостоен юбилейной награды к 35-летию независимости. Много времени проводил за границей, в том числе на лечении в Португалии.
88-летний Луди Кисасунда скончался в Сетубале от остановки сердца(по другой информации, смерть наступила в Порту).

## Похороны и оценки
Сообщение о кончине опубликовало Политбюро ЦК МПЛА. Луди Кисасунда характеризовался как «самоотверженный и непримиримый борец». Гроб был доставлен в Луанду, церемония прощания прошла в штаб-квартире 20-го пехотного полка. Похороны состоялись 14 января 2021 на самом престижном столичном кладбище Альто-дас-Крузес. Со специальным заявлением выступил президент Анголы Жуан Лоренсу. Руководители деятели МПЛА, министры, губернаторы, военачальники выражали скорбь, напоминали о заслугах покойного, но иногда отмечали, что «некоторые вопросы не время поднимать в день прощания». Луди Кисасунда характеризовался как националист (однако не как коммунист), борец за независимость первого поколения, защитник государства и компетентный администратор.
С другой стороны, смерть Луди Кисасунды вызвала немало жёстко негативных комментариев. Оппозиционные авторы называли его, а также его заместителя Онамбве, «самыми кровавыми убийцами и грабителями ангольской истории». Отмечалось, что положительные отзывы президента Лоренсу о Кисасунде как минимум ставят под сомнение искренность его реформаторской риторики, подтверждают неизменность характера режима МПЛА. Фонд 27 мая — репрессированных и родственников жертв репрессий 1977 года — причисляет Кисасунду к главным организаторам массовых убийств.
По имеющимся отзывам, Луди Кисасунда описывался как профессионал спецслужбы, человек непреклонной жестокости, но в то же время интеллигентного имиджа и стиля. Был женат, его дочь Нсоки — известная в Анголе певица.